# 洞爺丸はなぜ沈んだか
『洞爺丸はなぜ沈んだか』（とうやまるはなぜしずんだか）は、上前淳一郎のノンフィクション小説。1980年11月に文藝春秋から単行本として発売された。一部は雑誌『文藝春秋』同年10月号に掲載されている。また、1981年10月にはTBSラジオでラジオドラマとして放送された他、同じ年のNHK特集でも『つかの間の晴れ間』と題して本作を土台としたドキュメンタリーが放送された。

## 概要
1954年に発生した台風15号（マリー）による洞爺丸事故を海難審判調書を基礎として、大量の資料及び関係者へのインタビューを元に再構築している。表題を『0630時-1200時』のように時間で統一し、冒頭に台風の位置を掲げることによって主役が台風である事を暗示するとともに、台風にもてあそばれる人々をリアルに活写している。

## 登場人物
- ノンフィクションであることから洞爺丸船長を含めて原則的に実名で描写されるが、青山妙子（犠牲者の一人）と玉井和夫については事故以前の人間関係や遺族感情などに配慮して仮名としている。

## その他

### 作者と洞爺丸の関わり
- 1959年 朝日新聞社に入社後、新聞記者として青森支局に赴任。赴任早々「ここには青函連絡船がある。いつ事故が起きても十分取材出来るよう日頃から準備し、特に乗客名簿のスクープを心がけるように」と命じられたのが始まり。その後青函鉄道管理局や連絡船での取材で出入りするうちに、洞爺丸台風をめぐるエピソードにも触れるようになったという。その後長年にわたり資料収集やインタビューを重ねるなどしてノンフィクションとしてまとめあげたという。
- 赴任の訓示でも触れている「乗客名簿のスクープ」とは事故直後に毎日新聞記者が函館桟橋から乗客名簿を持ち出したことを指す。このため青函局の乗客名簿発表が遅れるという事態になった。

### 船員制度
- 連絡船には各船に「乗組船長」「専属船長」が配置されている。運行についての責任および権限については変わらないが、乗組船長については船員の人事権を有する点が異なる。専属船長は乗組船長の公休日を担当する。これとは別に「予備船長」が存在し、乗組・専属の両船長が同時に休暇を取った際の担当として乗船する。責任・権限については専属船長と同じである。予備船長は全ての船舶に乗ることからに船長経験が豊富なベテランが選ばれる。事故当時の洞爺丸船長は乗組・専属がそろって休暇を取っていたために予備船長が担当していた。
- 文中での乗組員の職名は原則として太字にて示される当時のものを使用している（操舵手→航海掛、給仕→船舶旅客掛、火手→機関掛、など)　。ただし「運転士」は後年の職名（1956年の改正以降）である「航海士」を使用している。